# دیمبا (بازیکن فوتبال)
دیمبا (به پرتغالی: Editácio Vieira de Andrade) مهاجم اهل برزیل است که در شهر Sobradinho و در تاریخ ۳۰ دسامبر ۱۹۷۳ به دنیا آمده‌است.
دیمبا در تیم فوتبال Sobradinho سابقهٔ حضور دارد.